# Nyong-et-Kéllé
Nyong-et-Kéllé is een departement in Kameroen, gelegen in de regio Centre. De hoofdplaats van het departement heet Éséka. De totale oppervlakte bedraagt 6.362 km². Met 145.181 inwoners bij de census van 2001 leidt dit tot een bevolkingsdichtheid van 23 inw/km².

## Gemeenten
Nyong-et-Kéllé is onderverdeeld in tien gemeenten:
- Biyouha
- Bondjock
- Bot-Makak
- Dibang
- Éséka
- Makak
- Matomb
- Messondo
- Ngog-Mapubi
- Nguibassal